# 诺伊克洛斯特
诺伊克洛斯特（德語：Neukloster，發音：[nɔʏˈkloːstɐ] ⓘ）是德国梅克伦堡-前波美拉尼亚州西北梅克伦堡县的城市，面积27.51平方千米，2023年12月31日人口为3,974人。